# Lampion
Pour les articles homonymes, voir Lampe.
Un lampion est une petite lanterne traditionnelle décorative d'origine chinoise, en papier, soie, verre, terre, pierre, bambou, ou fer blanc..., éclairée par une bougie, ou avec une mèche et du suif ou de l'huile, ou une ampoule, variante des lanterne flottante et lanterne céleste. 

## Histoire
Il existe une importante variété de formes de lampions (formes traditionnelles d'éclairage au Japon, ou en Chine) généralement de couleurs chaudes, et décorés avec des motifs ou inscriptions asiatiques, inspirés du style traditionnel ancestral des éventails, et des éléments d'habitats en papier byōbu, shōji et fusuma des washitsu de l'habitat japonais traditionnel, ou encore aux plantes botaniques physalis... 

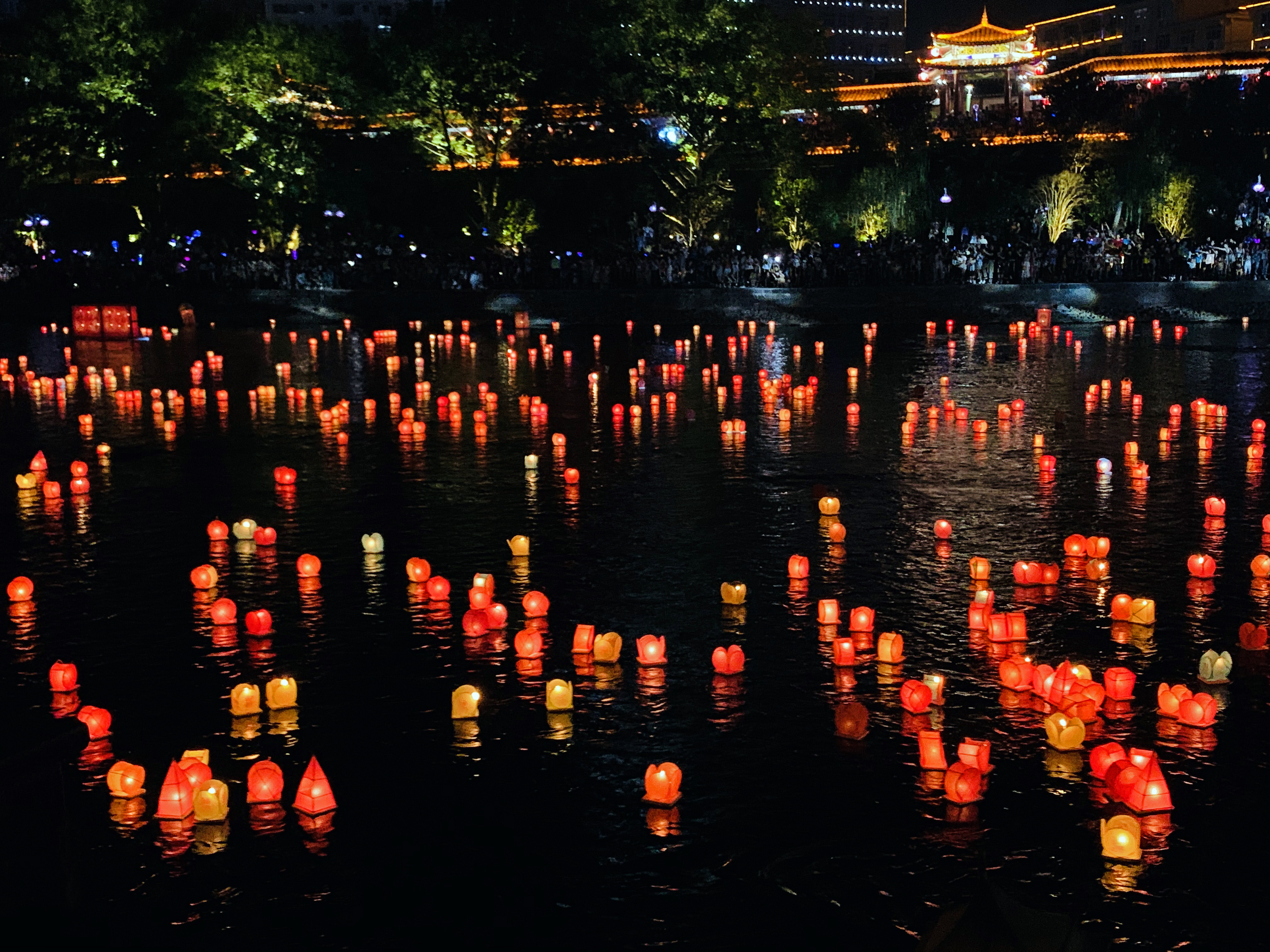
Lanterne flottante
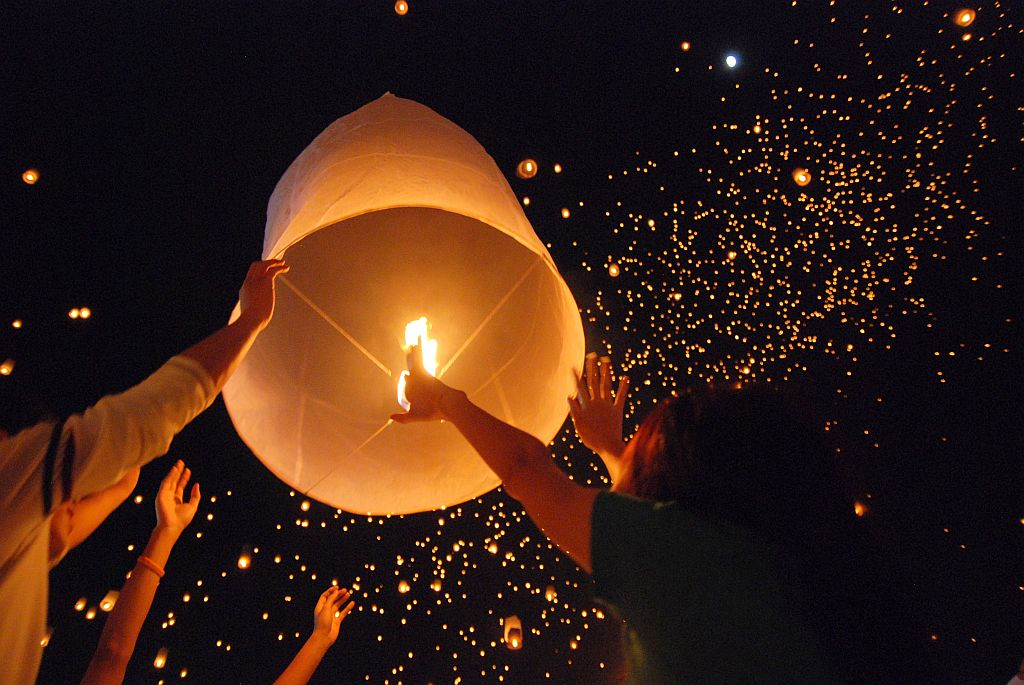
Lanterne céleste
Tōrō

## Culture asiatique
Les lampions traditionnels sont communs en Chine, au Japon (chōchins), et dans tous les quartiers asiatiques Chinatowns du monde, dans les rues, les commerces, les temples, décors d'intérieurs, ou événements festifs traditionnels ou religieux (lanterne flottante, lanterne céleste, fête des lampions de Nihonmatsu au Japon...)...

Quelques lampions en Asie
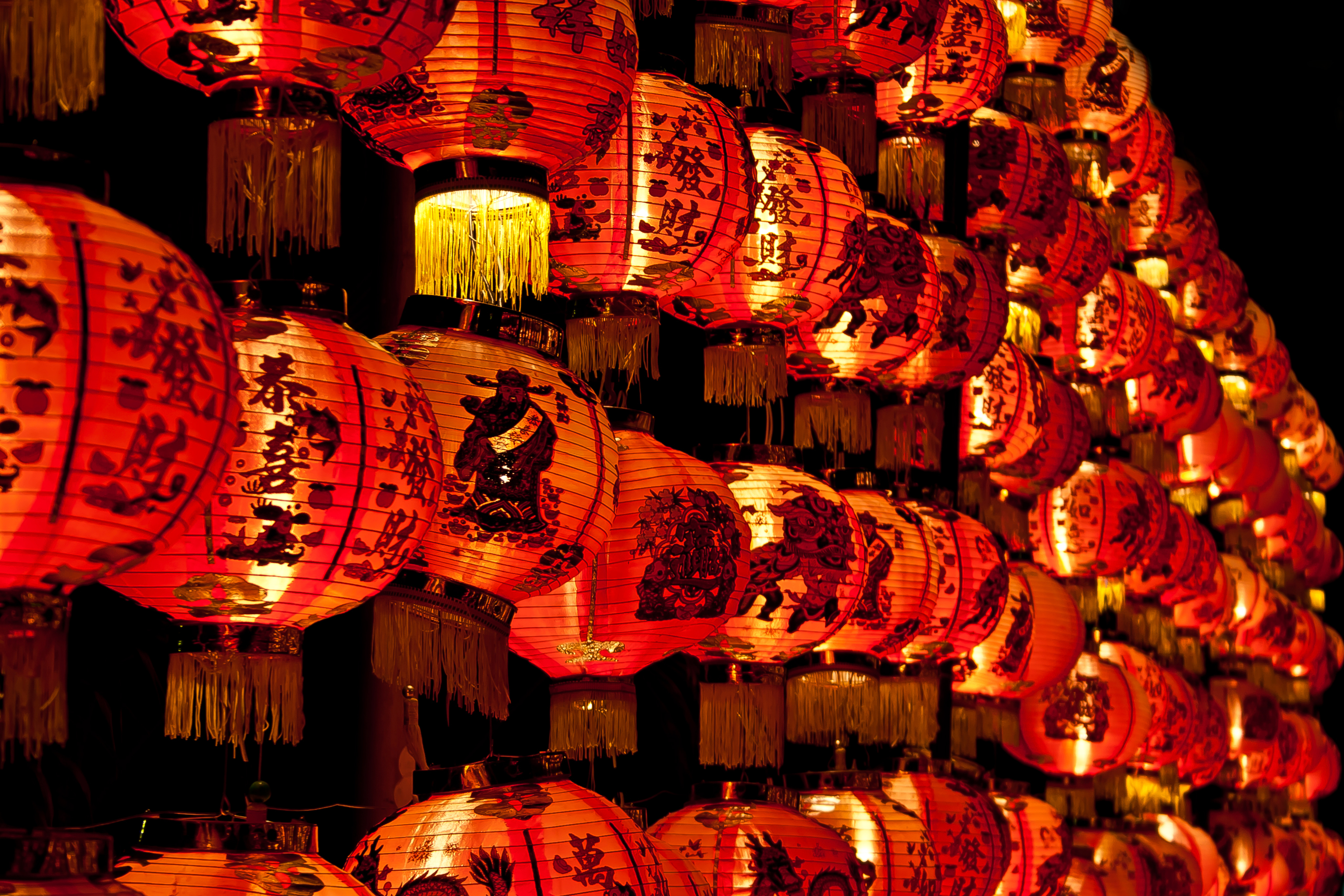
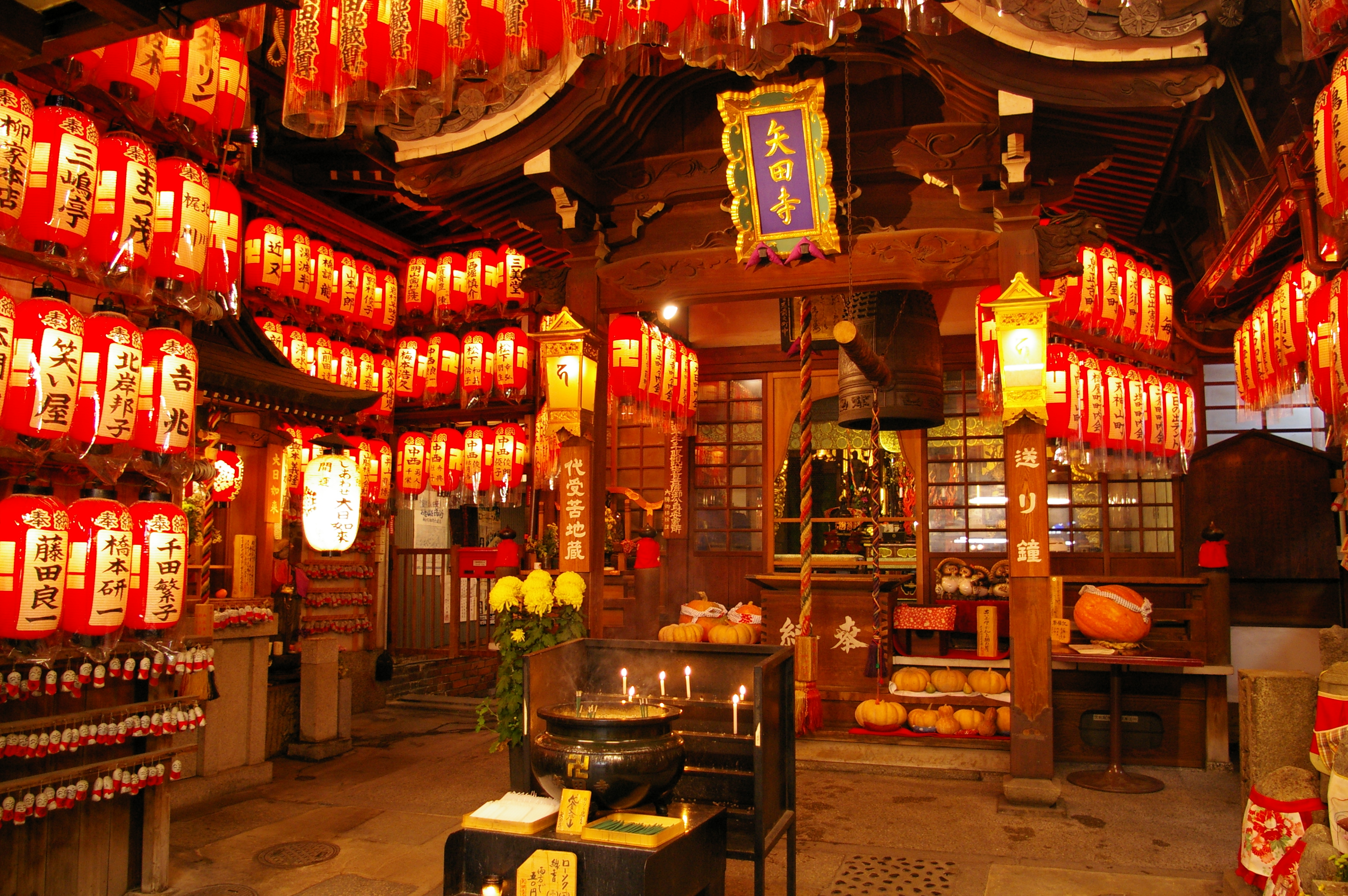
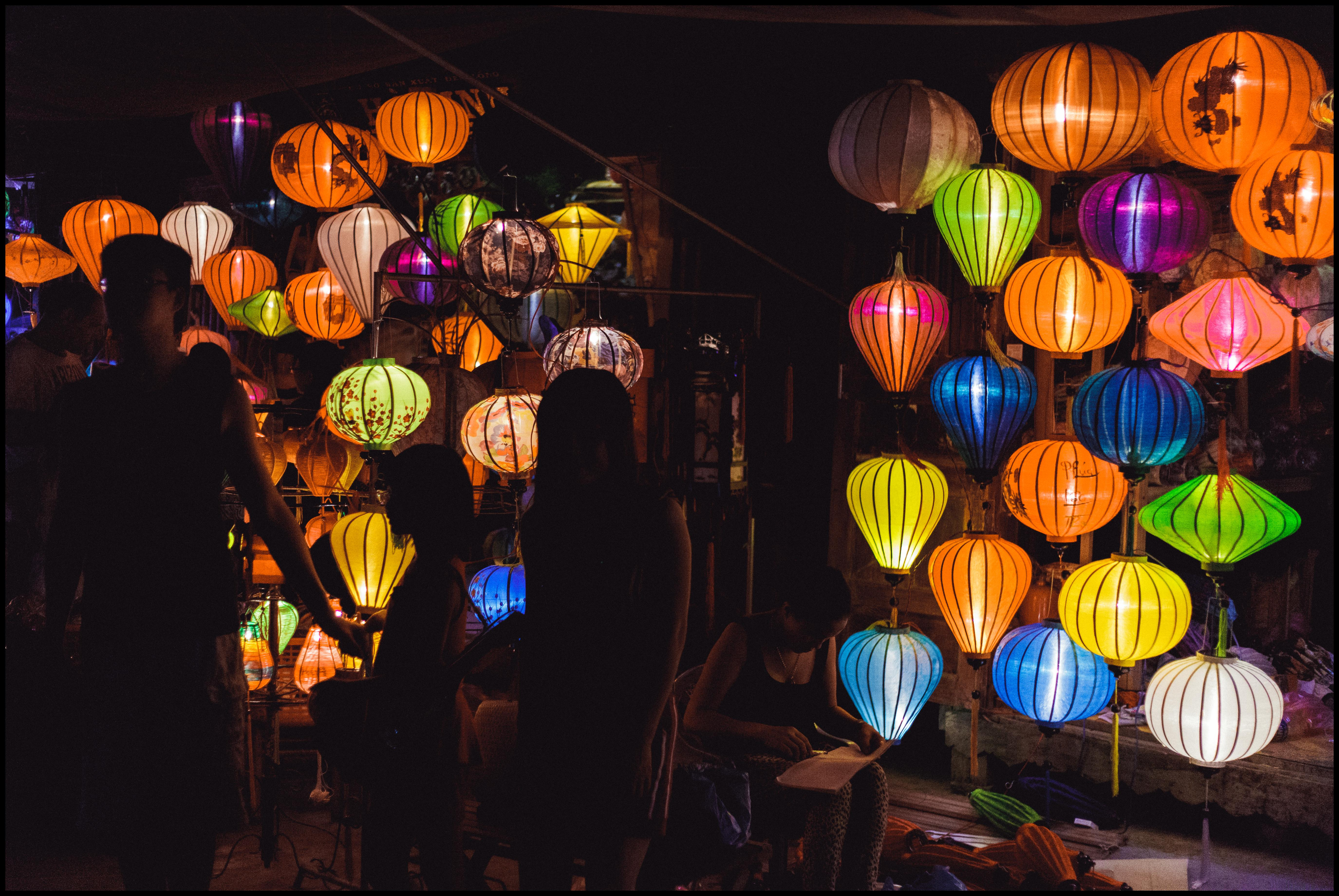
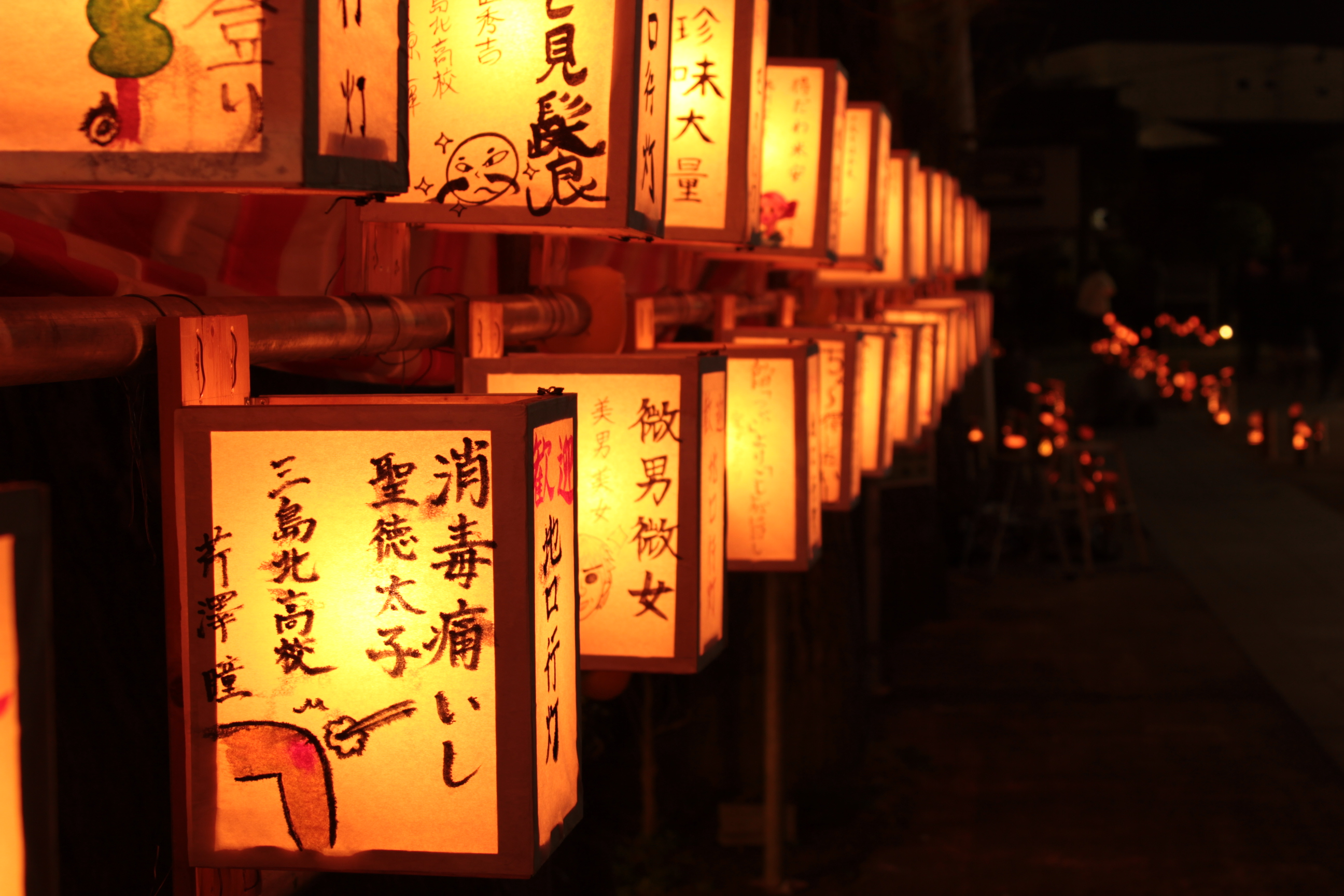
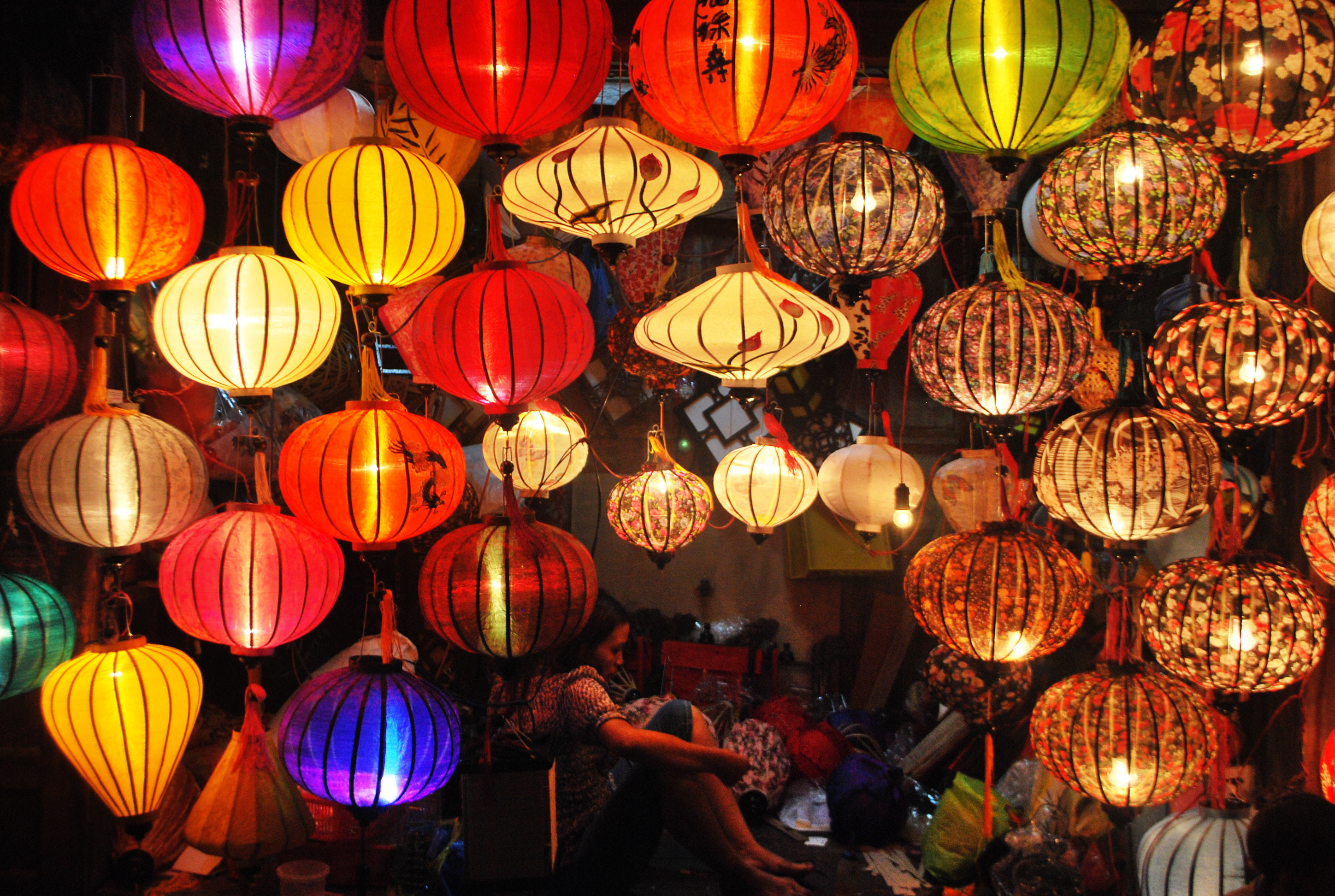
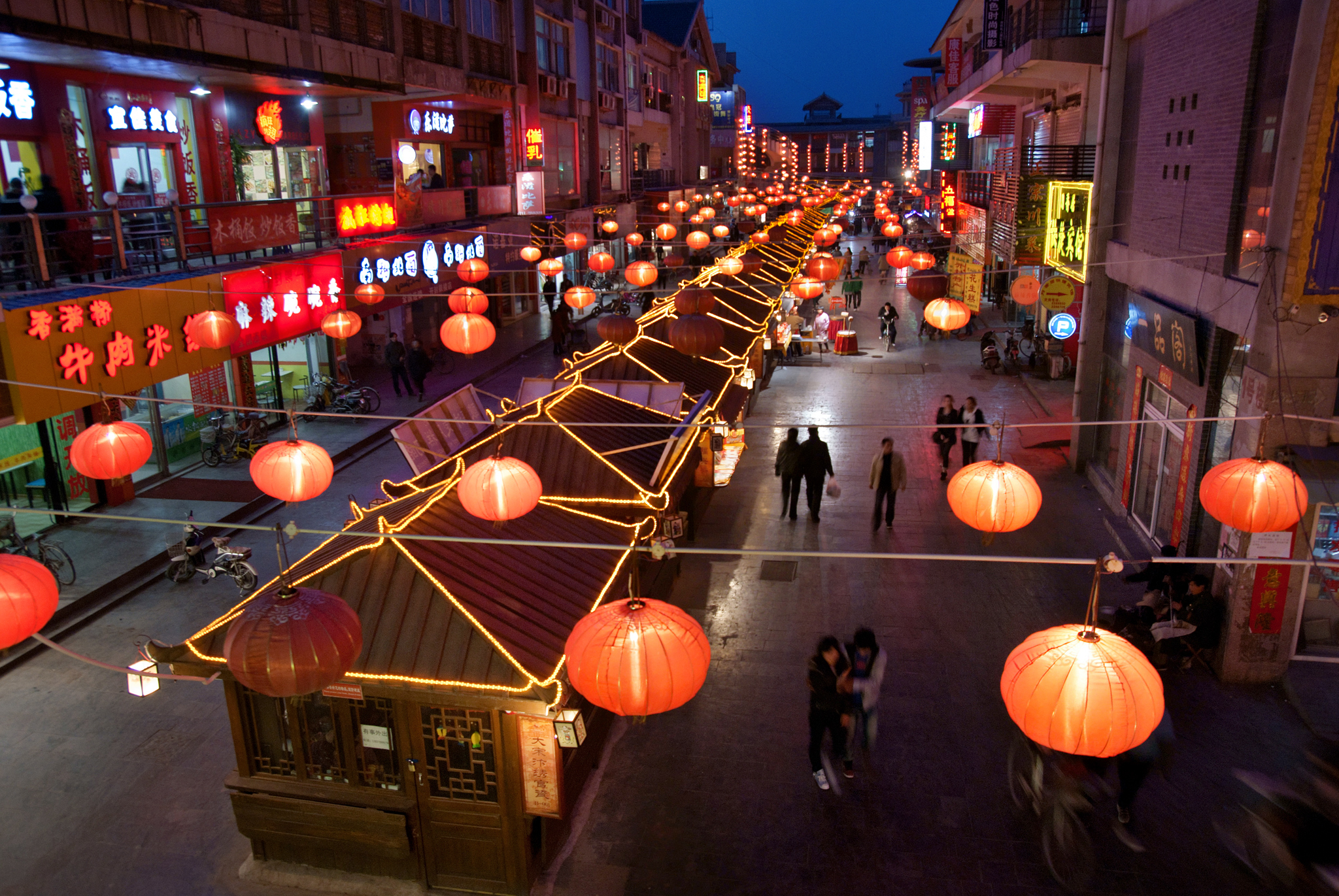
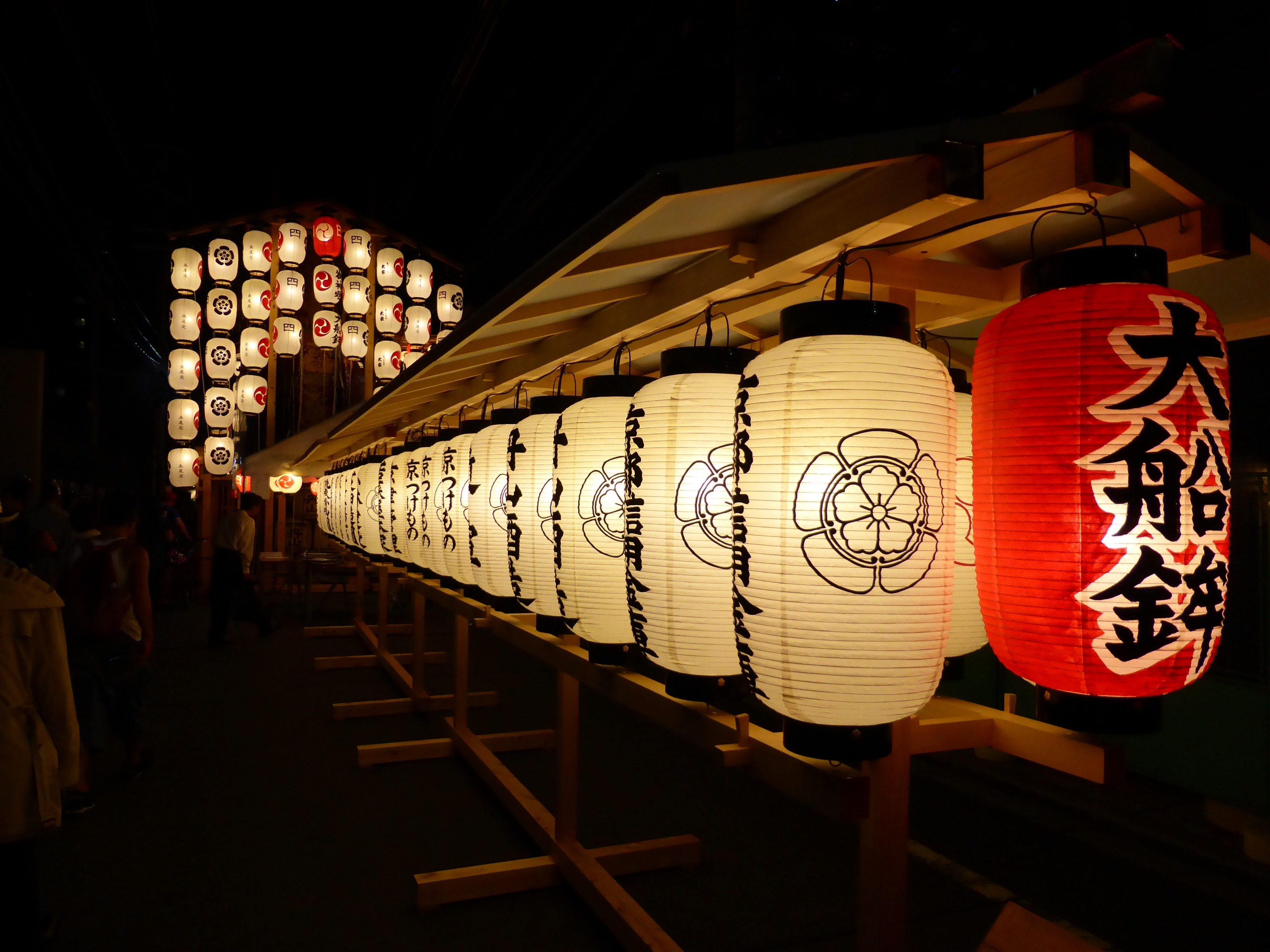
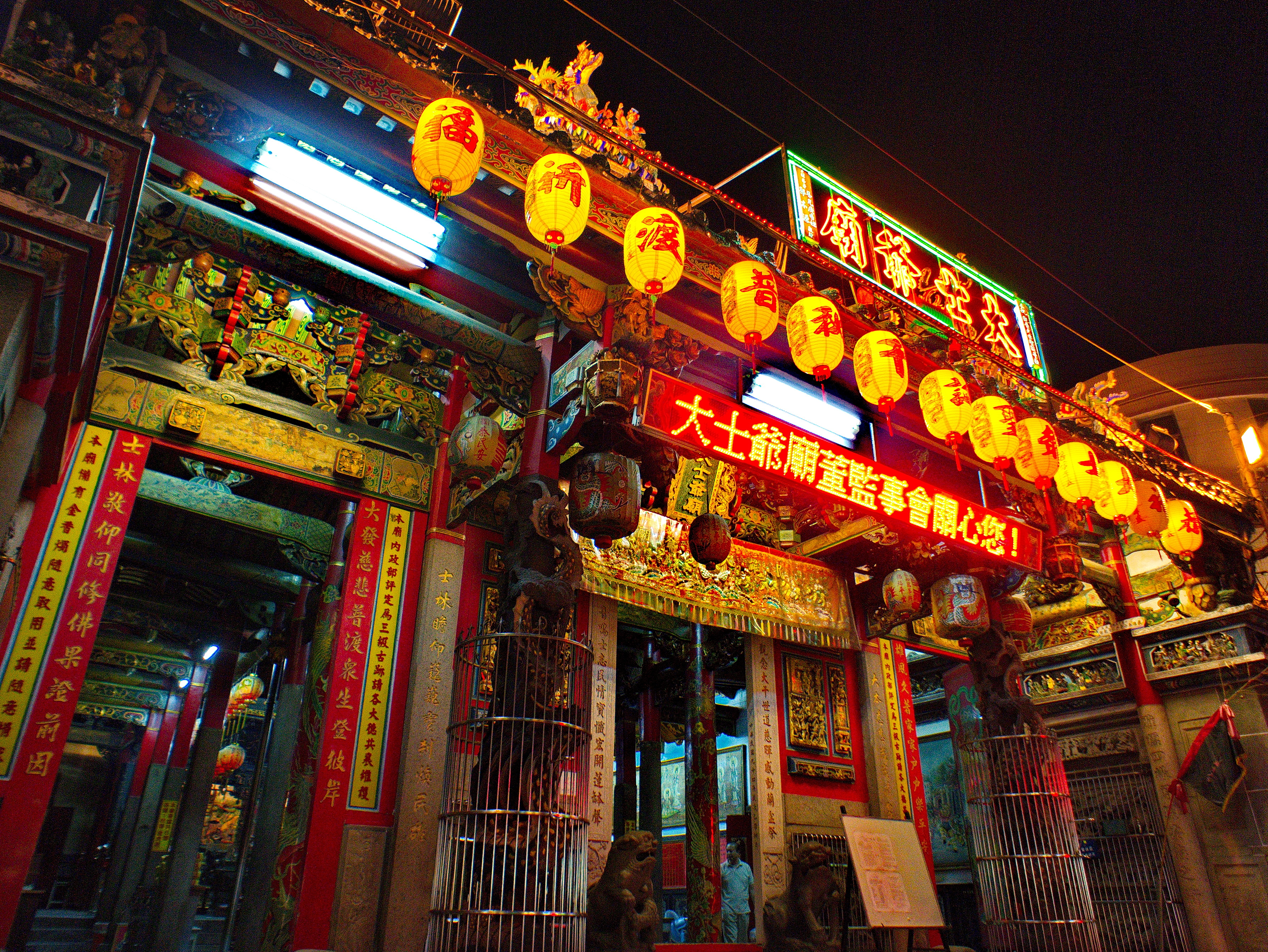
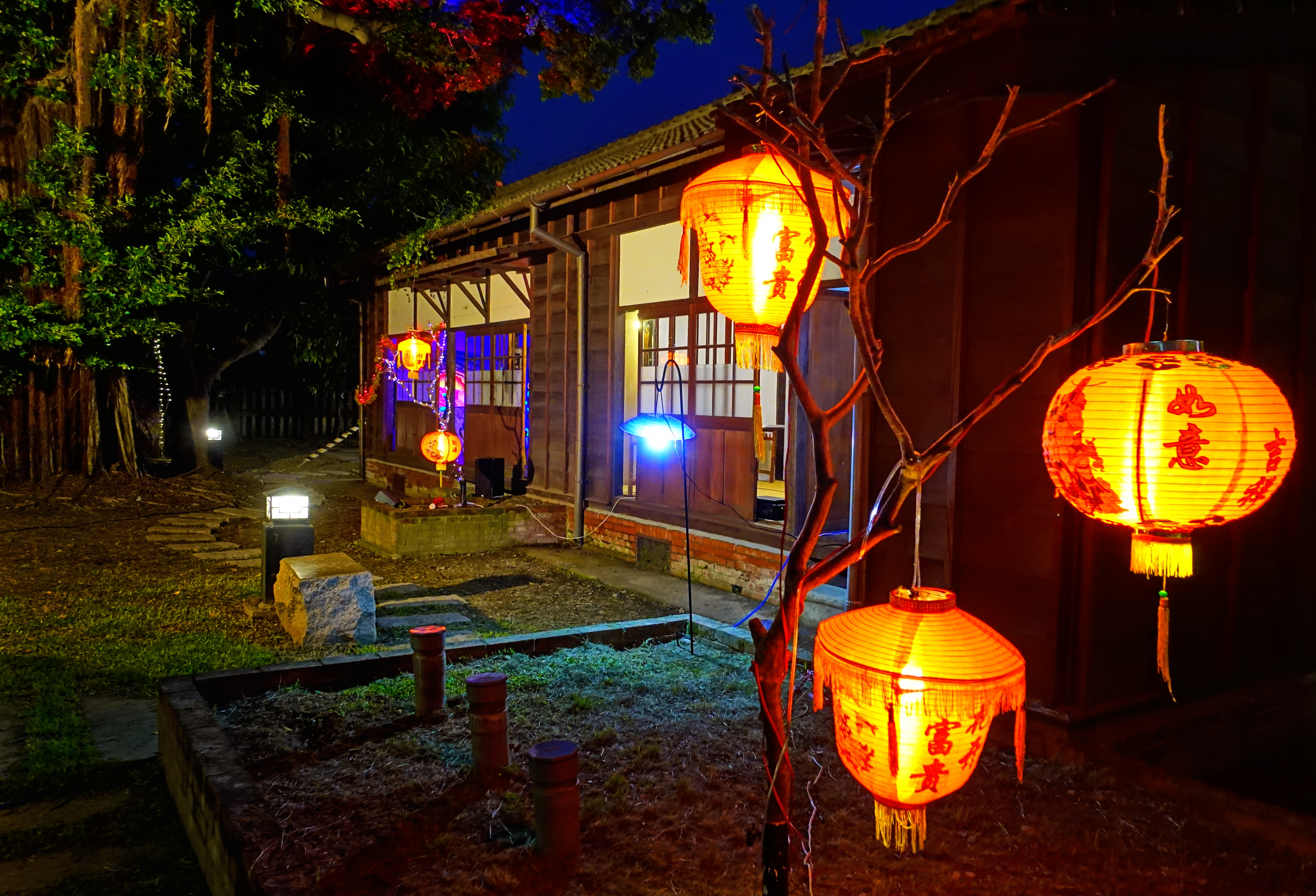
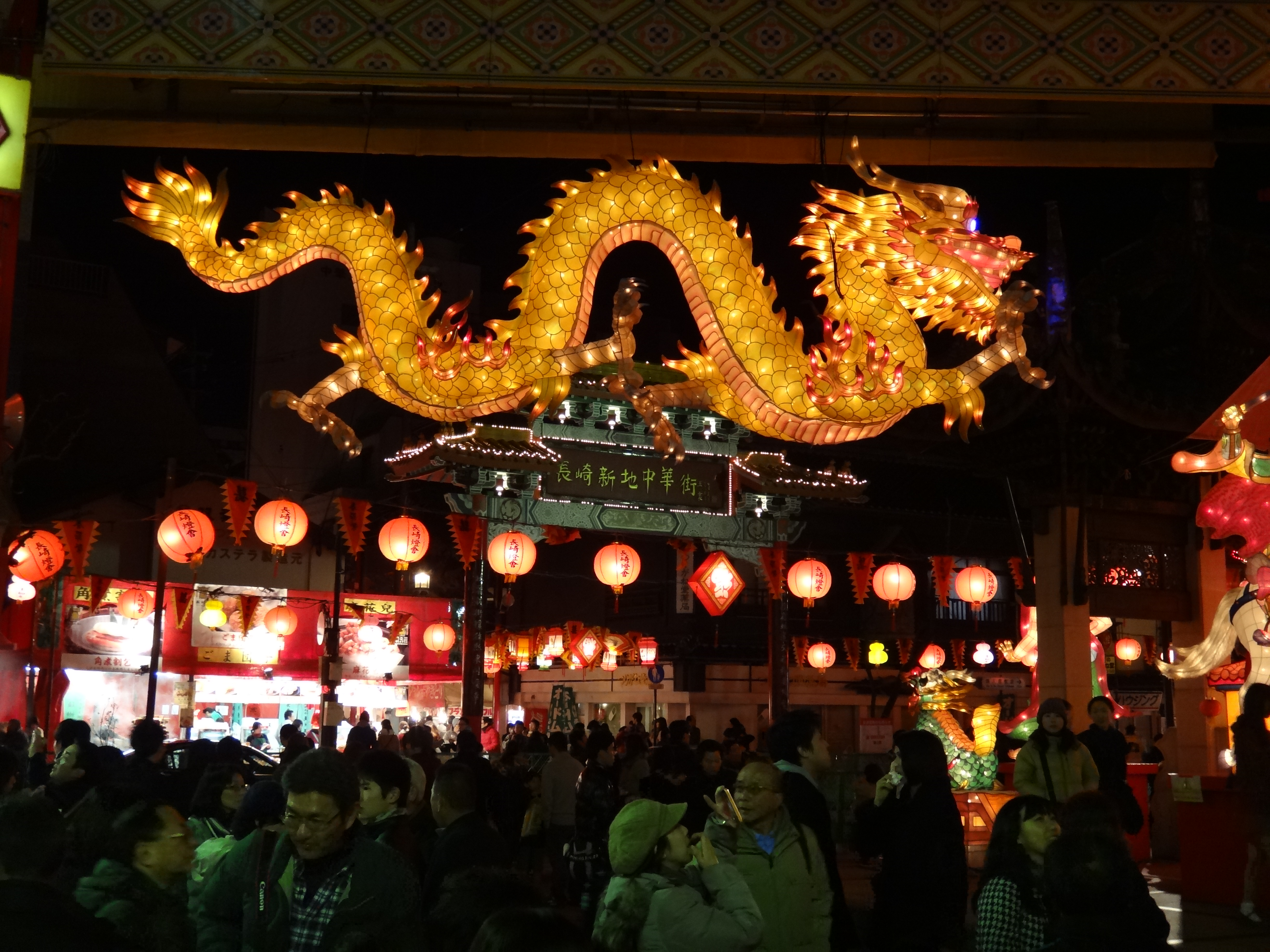
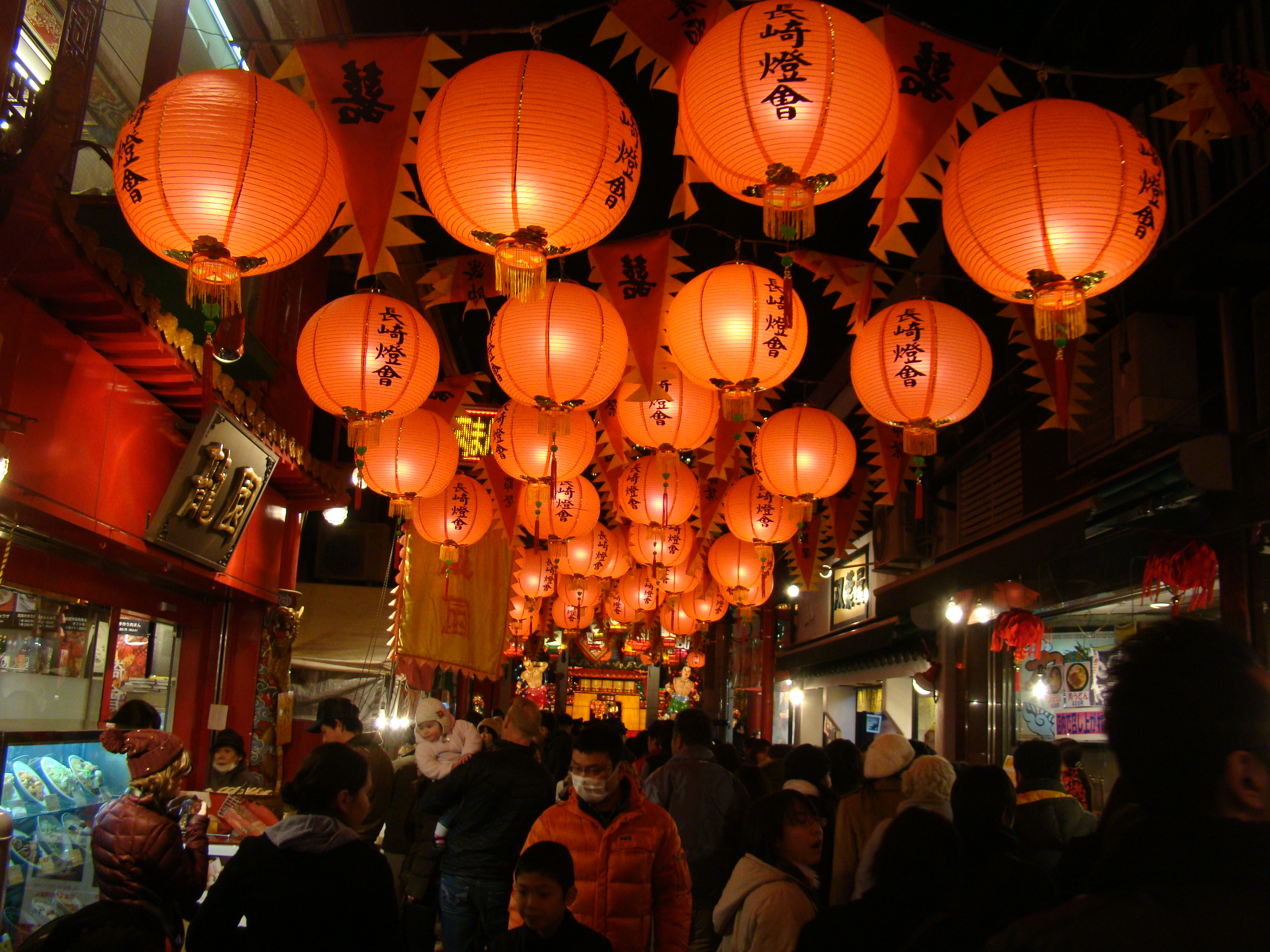
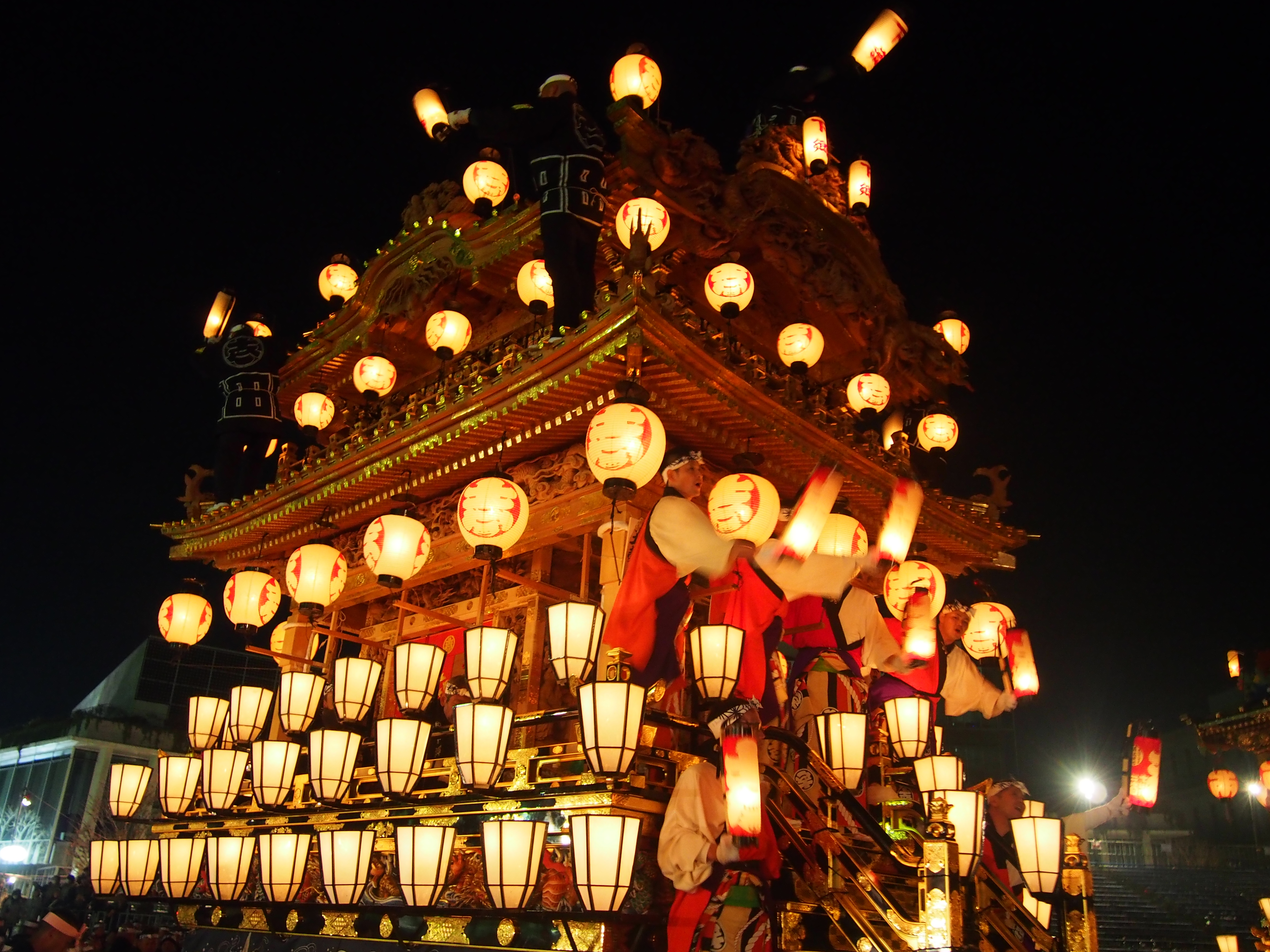
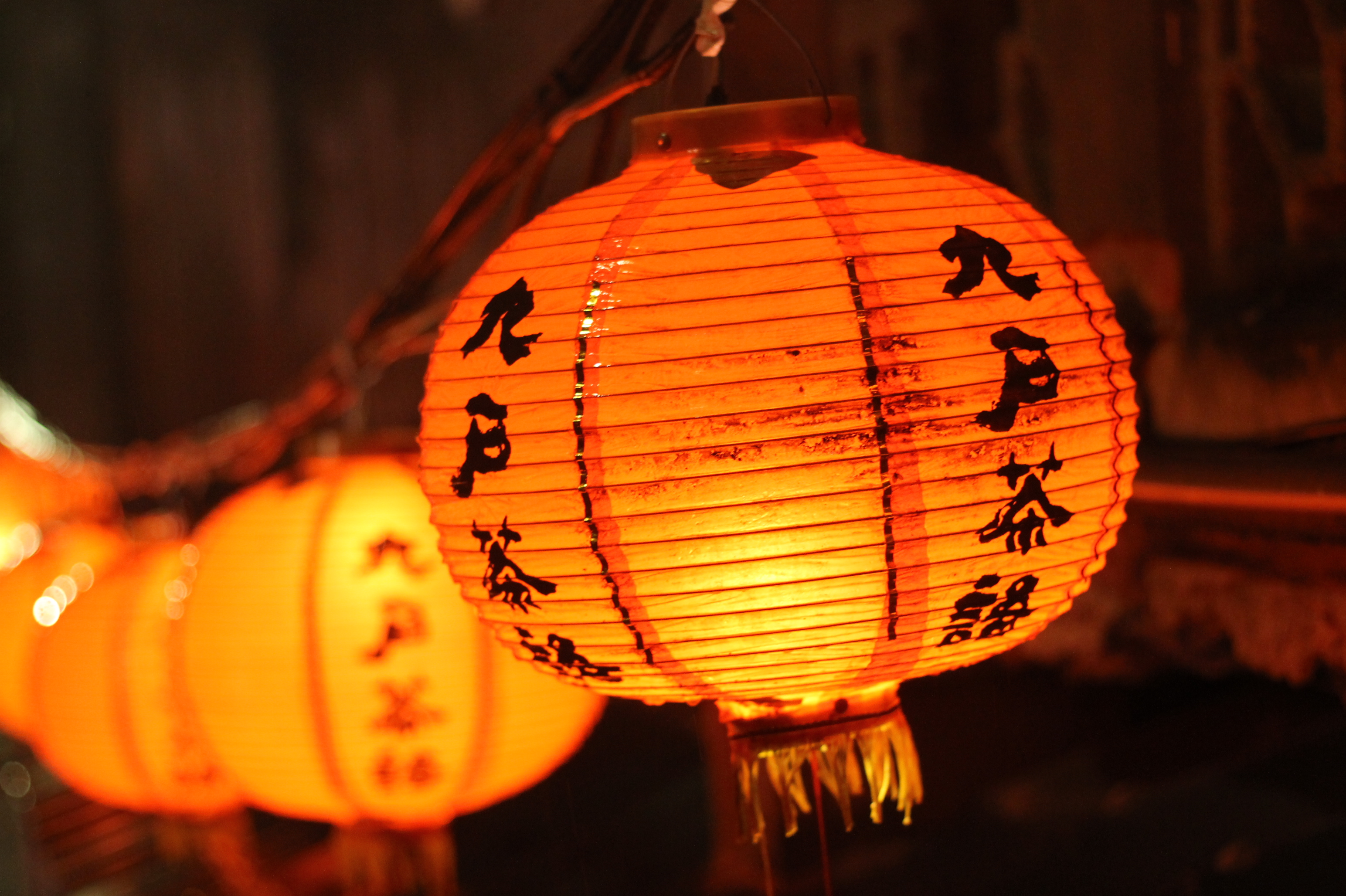
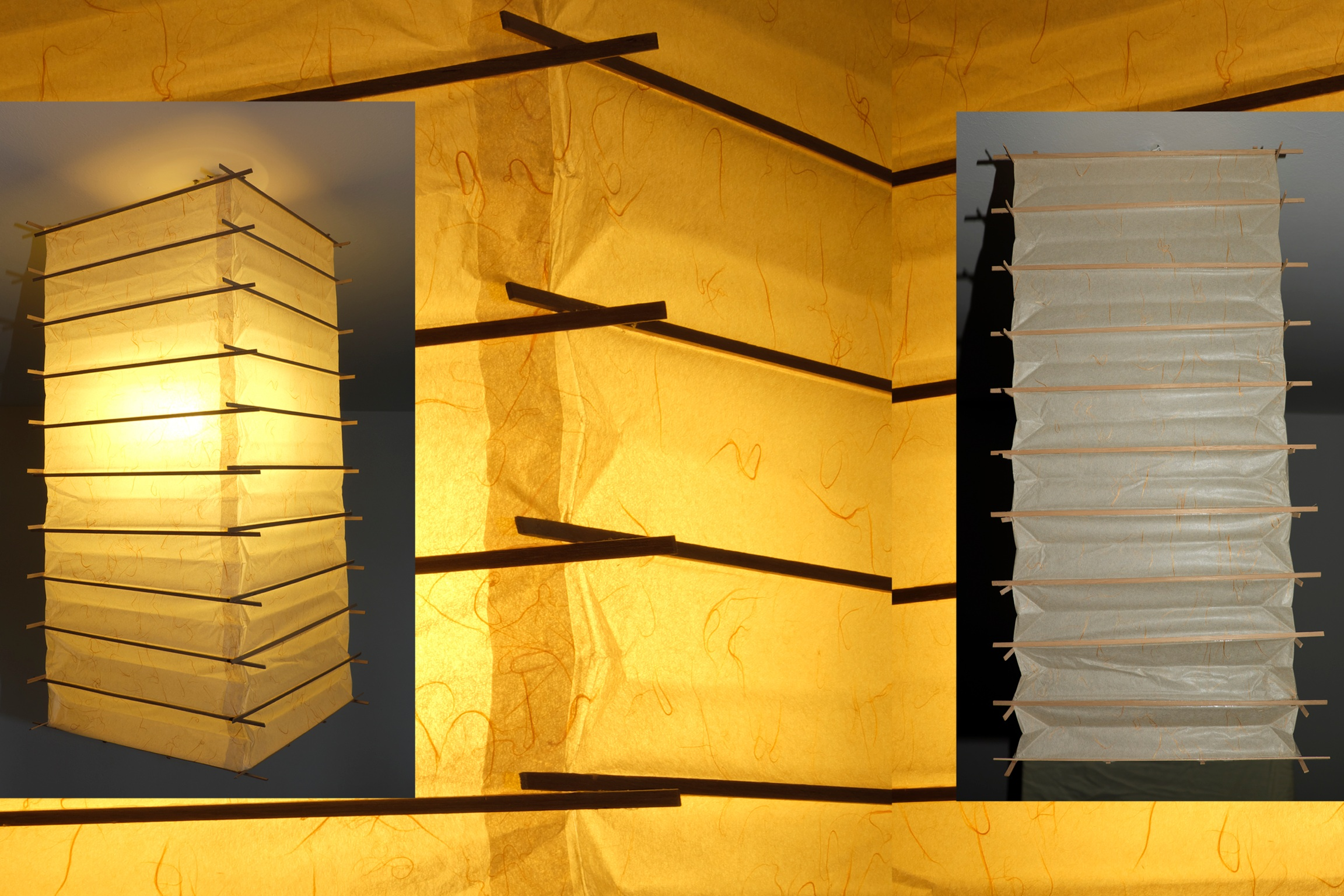
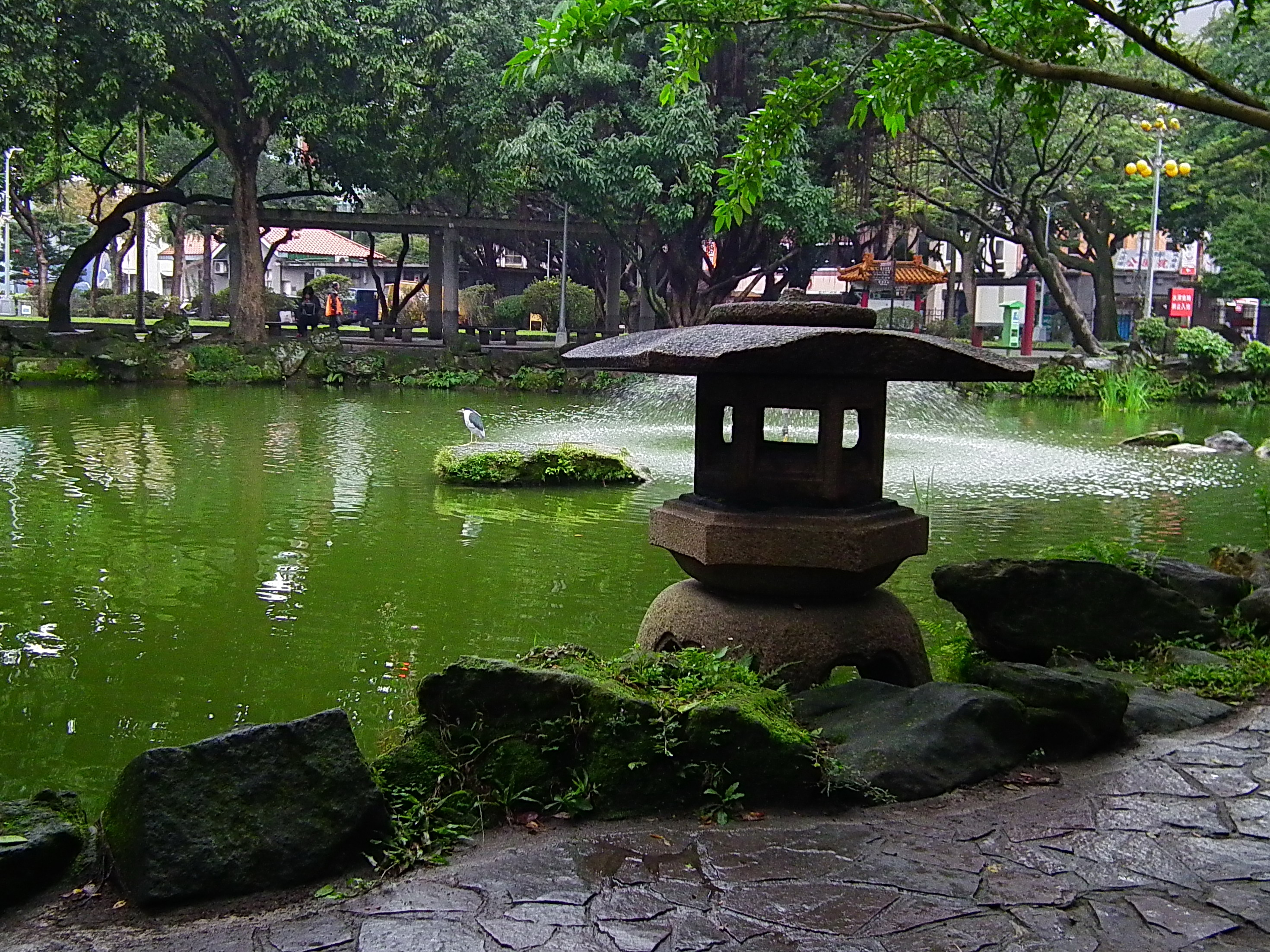

## Culture hispanique et italienne
Pour les fêtes de Noël, les communautés catholiques italiennes, et hispaniques, ont l'habitude de mettre des bougies classiques ou de type chauffe-plat dans de petits sacs en papier blanc, sous le nom de luminaria (en) ou farolitos.

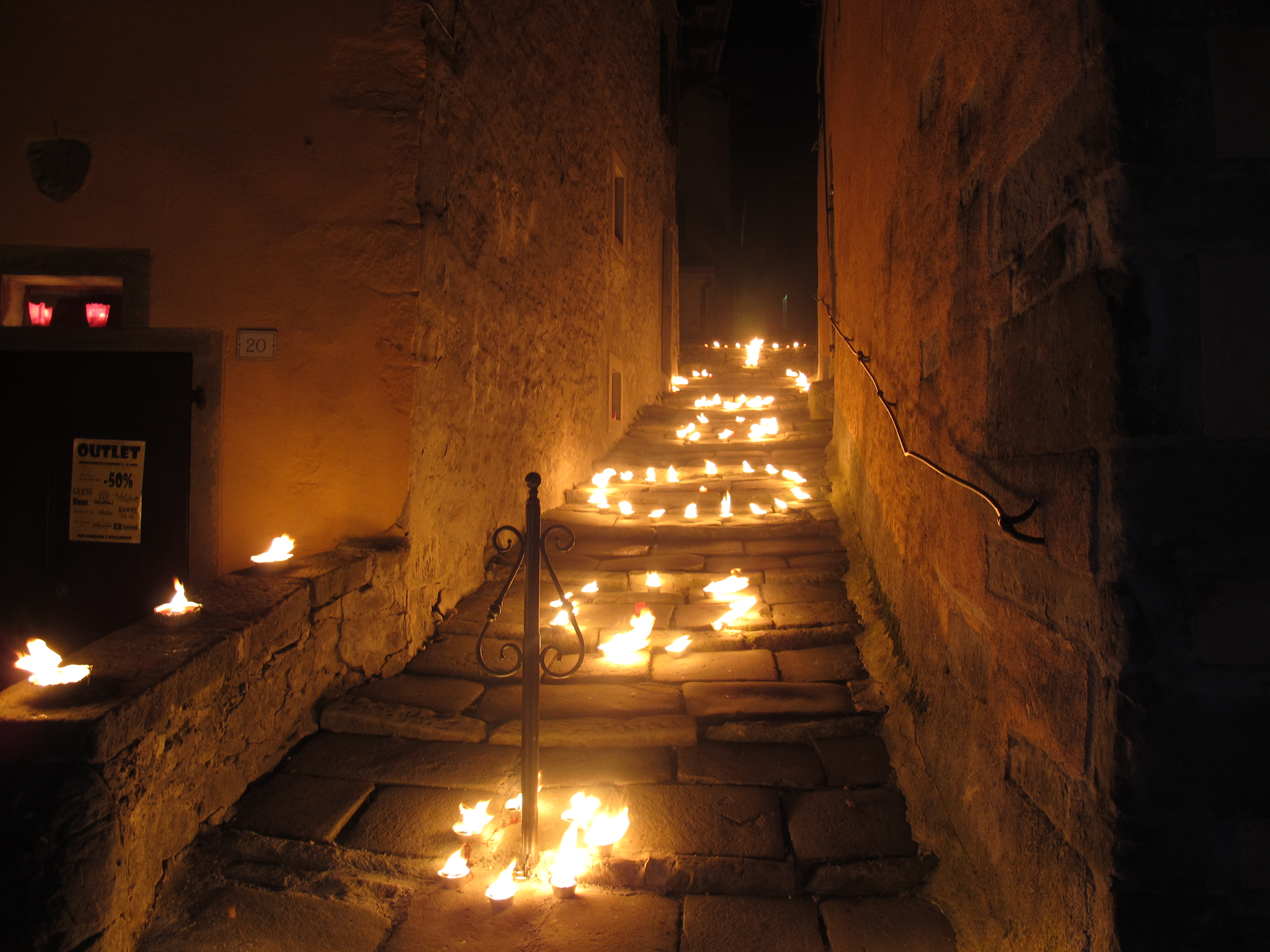
Émilie-Romagne en Italie
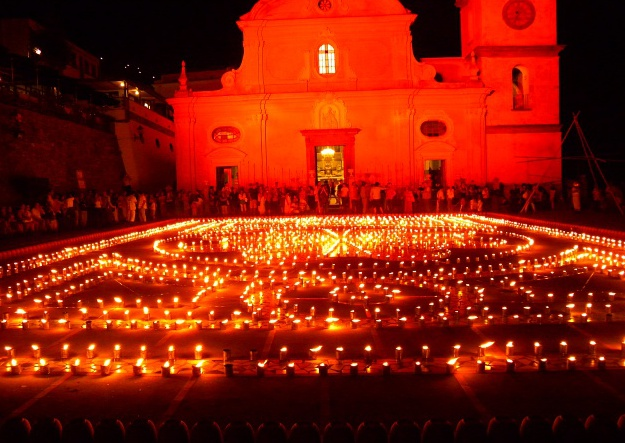
Campanie en Italie
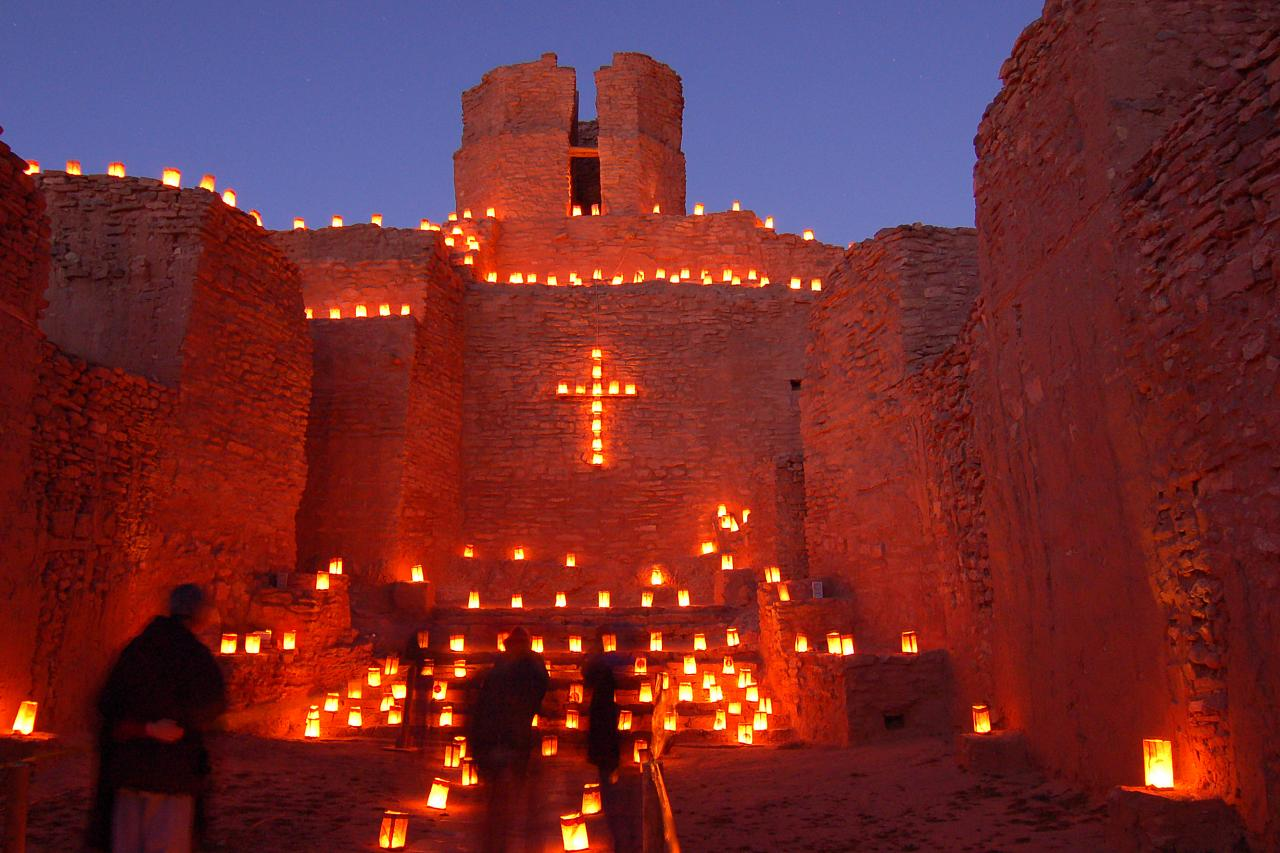
Nouveau-Mexique aux États-Unis
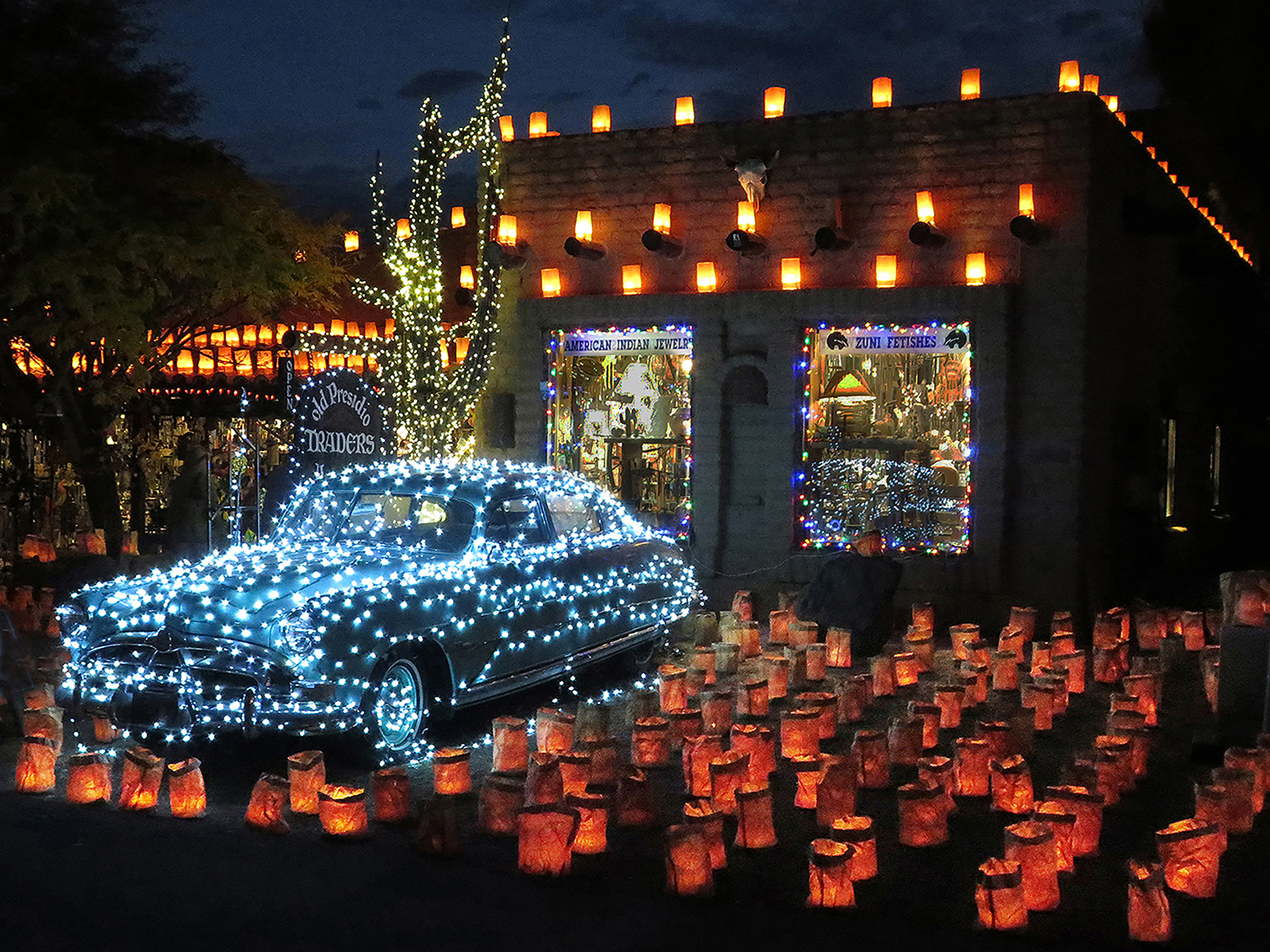
Arizona aux États-Unis.
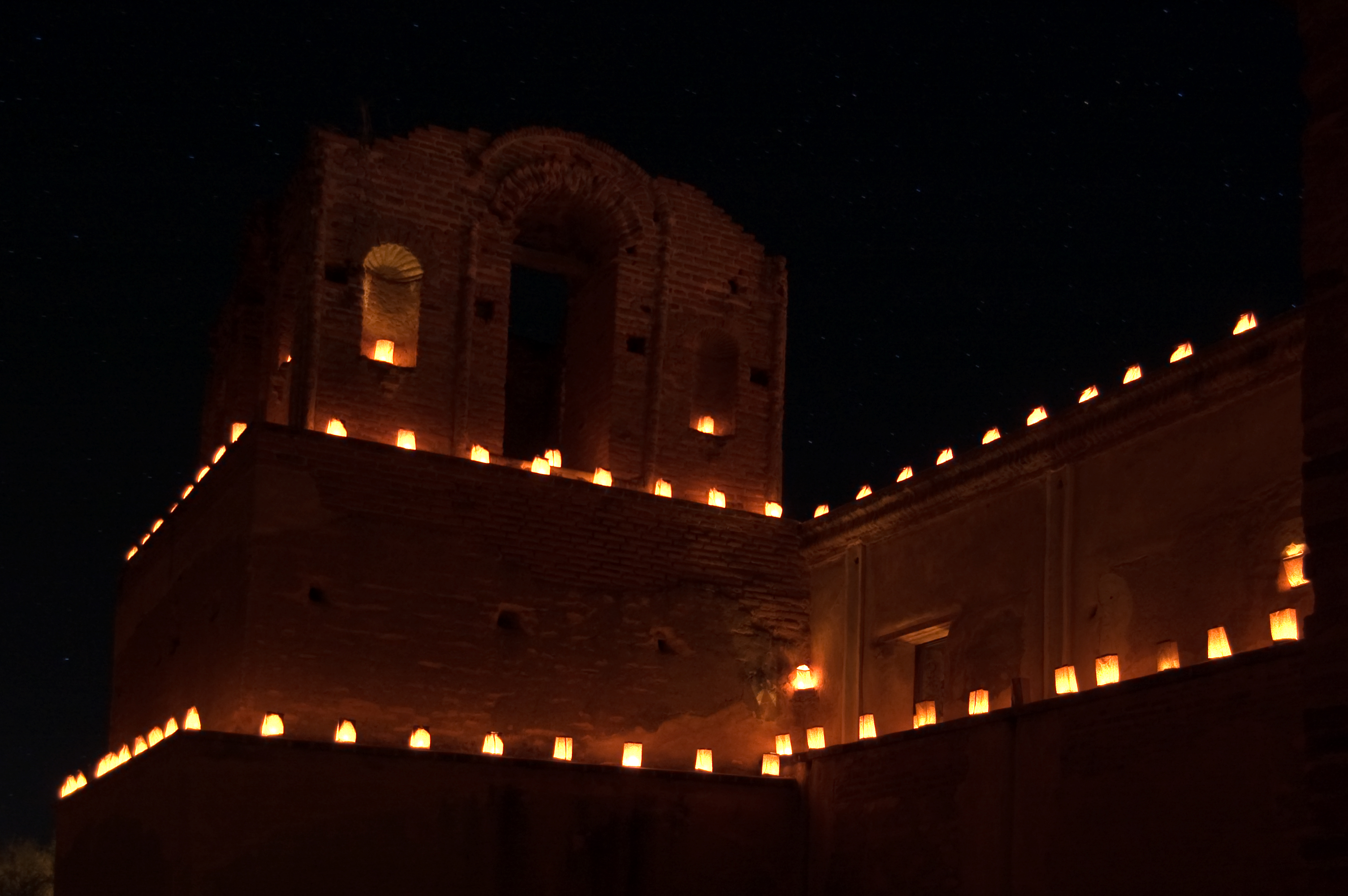
Arizona aux États-Unis.

## Culture lyonnaise
Lors de la Fête des Lumières de Lyon (fête de la Vierge Marie du 8 décembre) la ville de Lyon est entre autres décorée de milliers de bougies-lampions.  

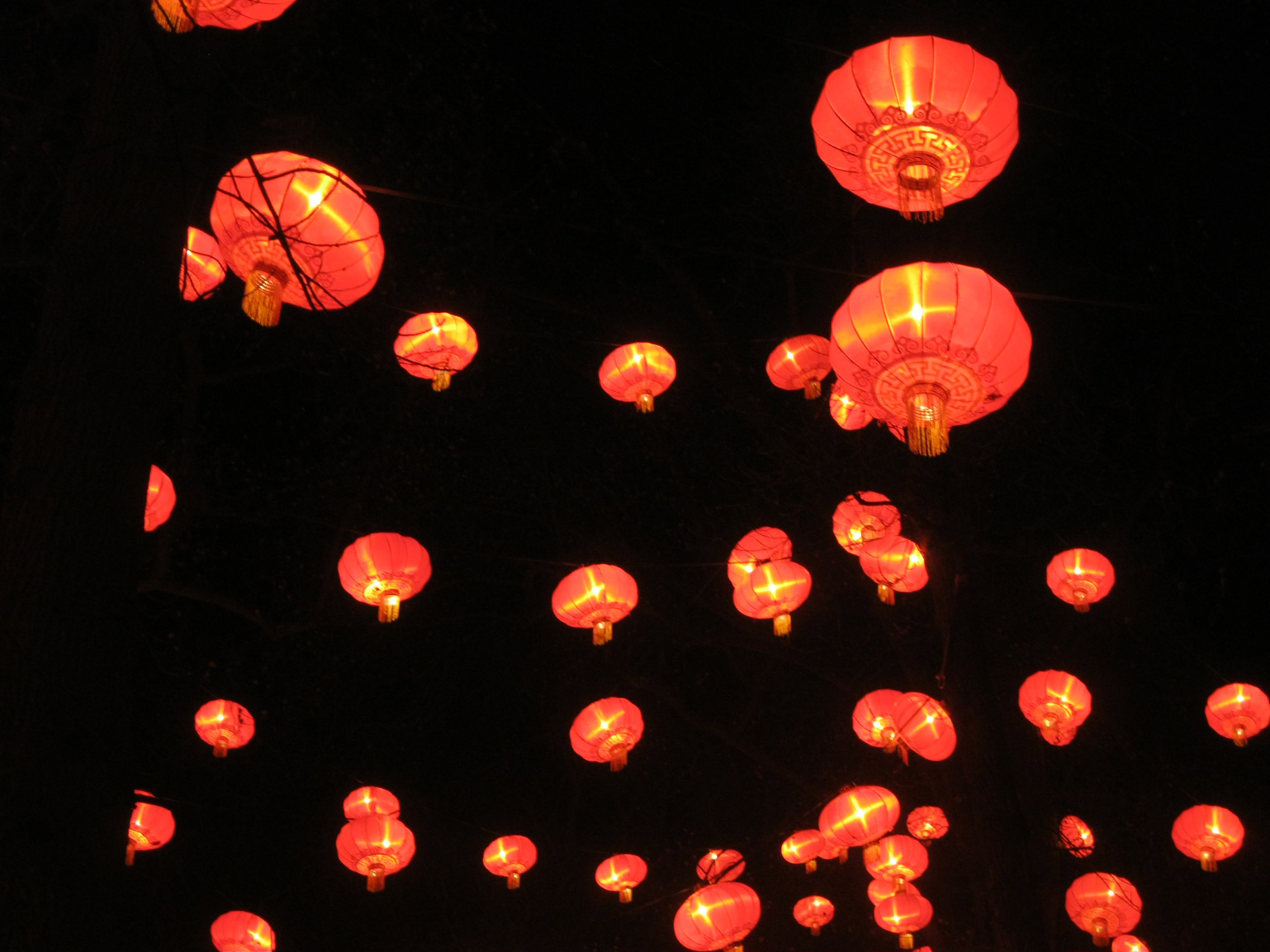
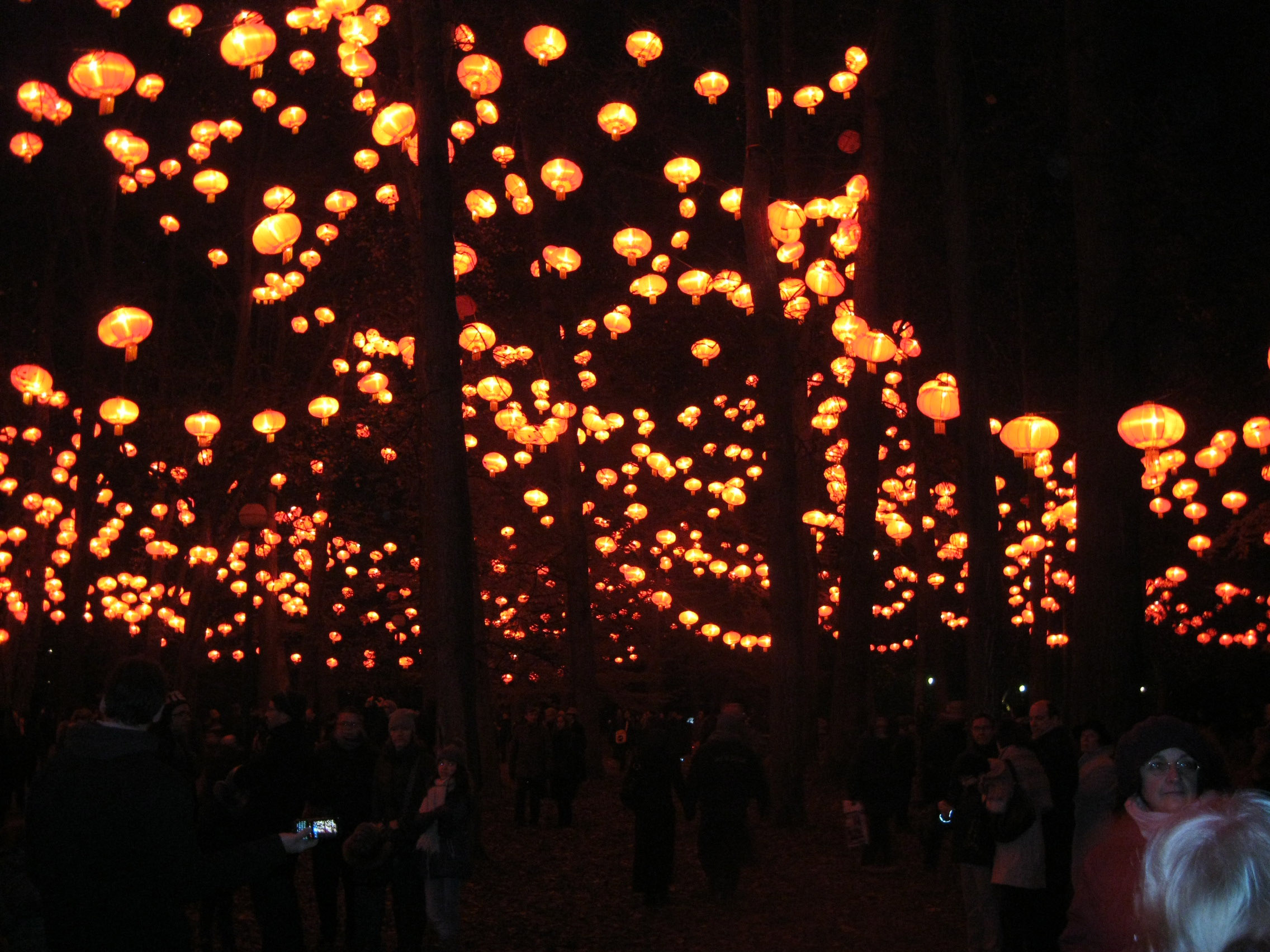
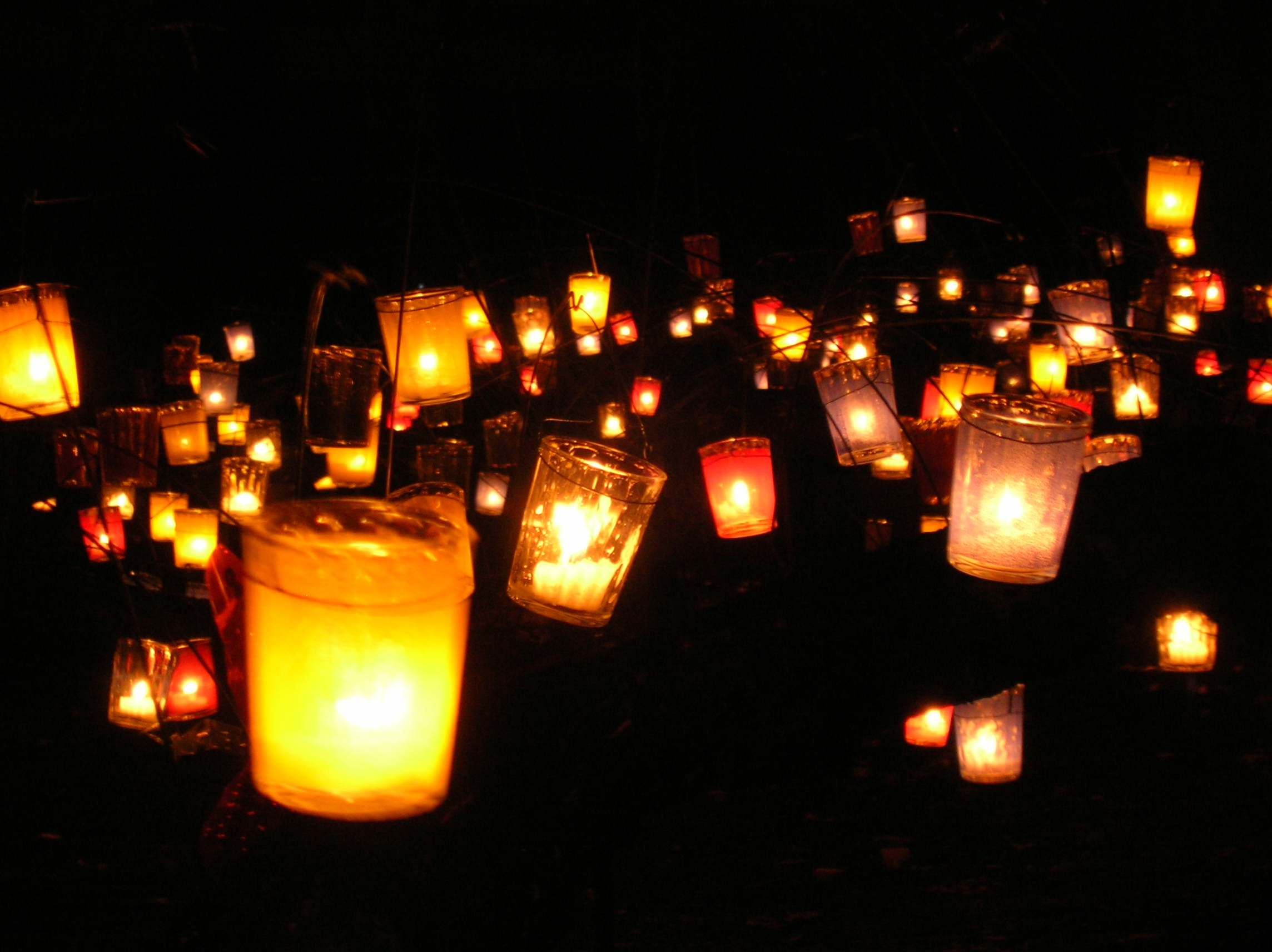
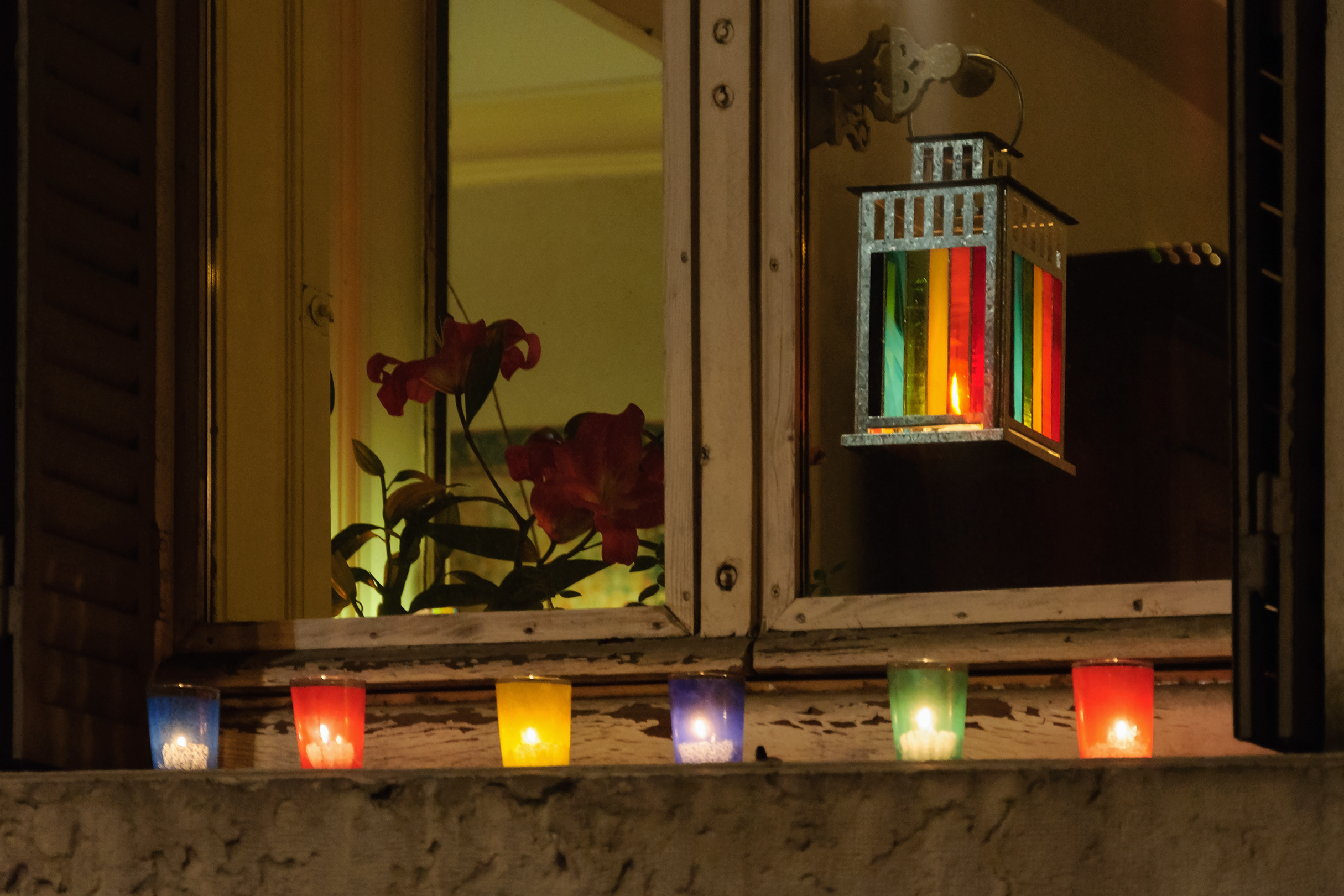
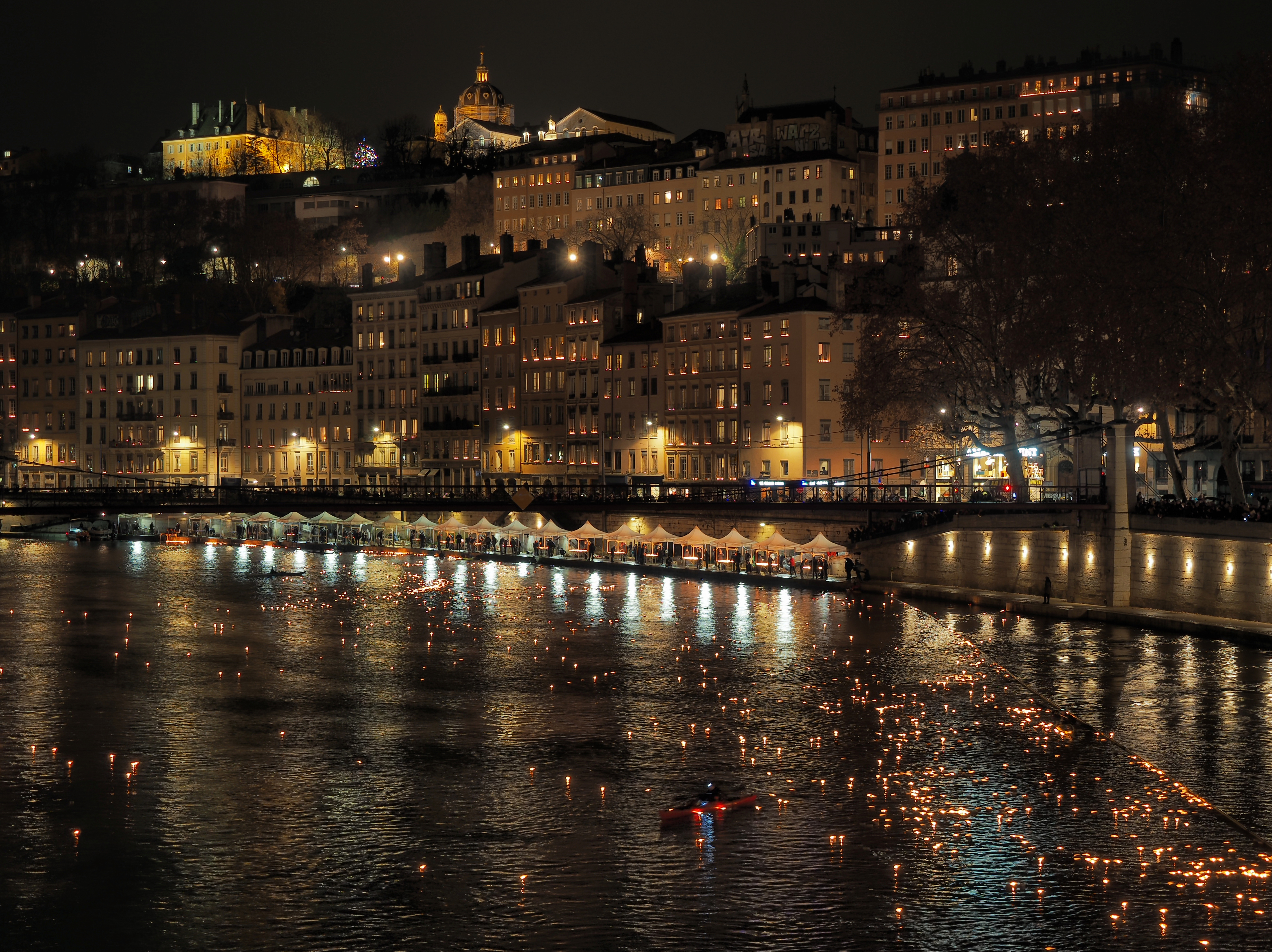

## Lampions sculptés dans des légumes

### Halloween

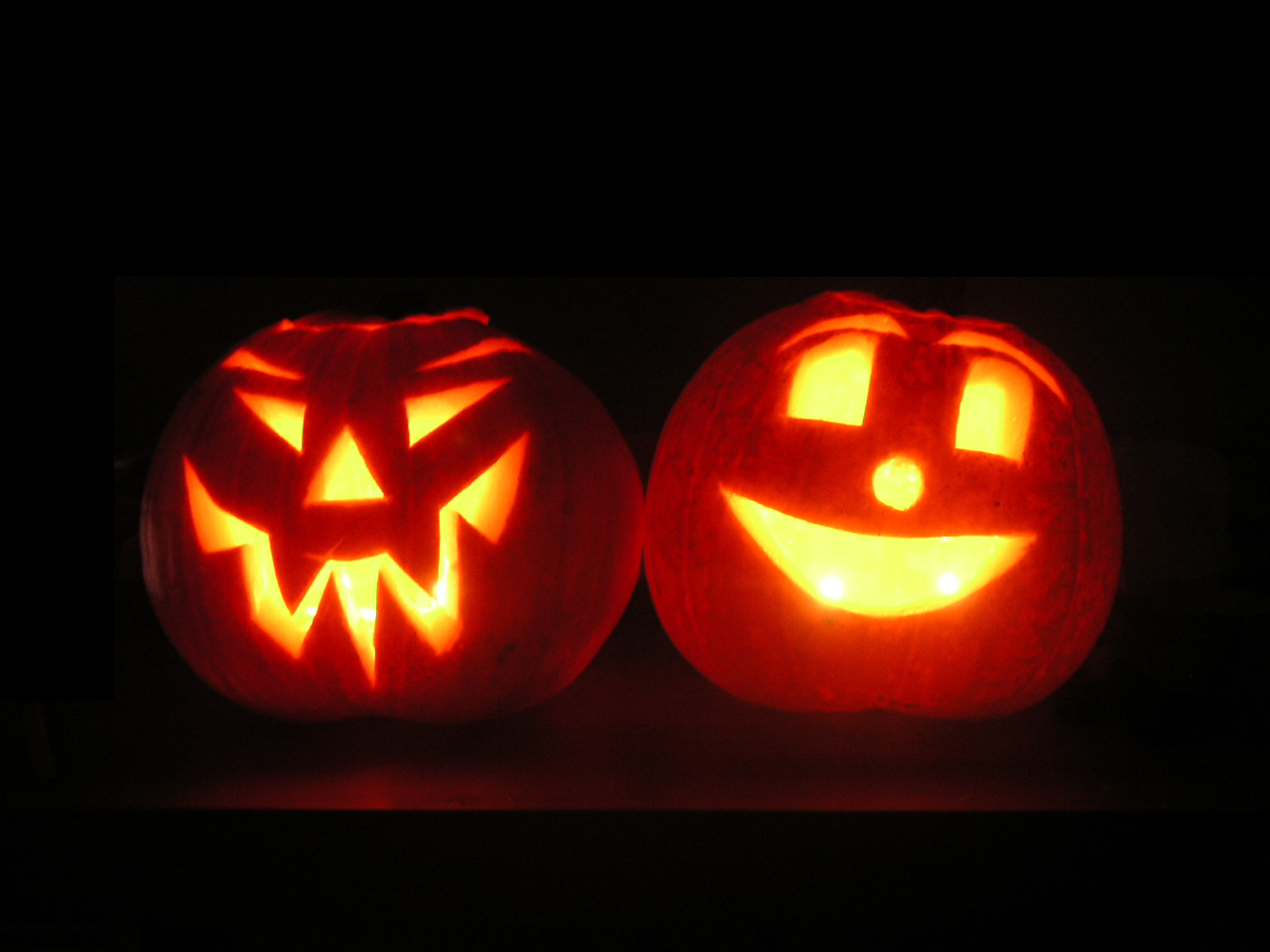
Citrouilles-lanternes jack-o'-lantern de la fête d'Halloween.

Les lampions sont traditionnellement utilisés pour célébrer la fête d'Halloween. Également appelés citrouilles-lanternes, ces lampions sont associés aux termes anglais jack-o'-lantern et will-o-the-wisp qui seraient dérivé d'un vieux conte irlandais.

### La noyade des lampes (Vosges)

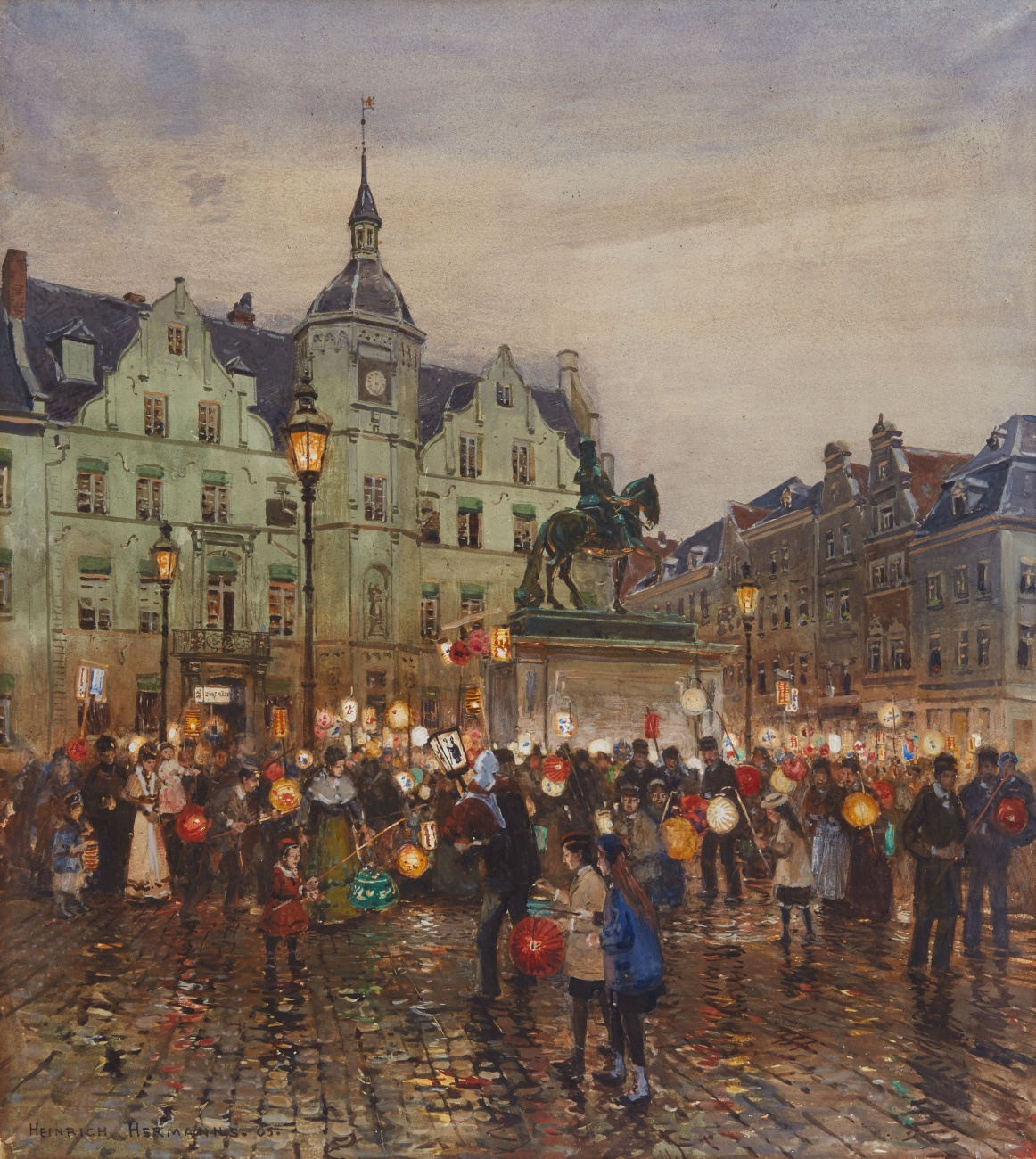
Saint-Martin (fête) de la Saint-Martin (Allemagne), en 1905

Au XIXe siècle et fort probablement avant, dans la région de Saint-Dié-des-Vosges, la clôture des veillées de l’hiver tombait le jour de la saint Grégoire-le-Grand, le 12 mars. La veille, on célébrait « la noyade des lampes », en disposant des lampions. Ils étaient disposés sur les fontaines par les jeunes gens. Ils prenaient un navet, le plus gros possible, et lui donnaient la forme d'une tête de mort, et, avec un peu d'huile et une mèche, ils en faisaient un lampion. Ceux qui passaient à côté devaient faire en sorte de l'enlever ou de l'éteindre. Mais les lampions étaient gardés et celui qui se risquait à les éteindre ne devrait pas craindre une aspersion d’eau glacée[pas clair].

### La Saint-Martin (Flandres)
Au début du XXe siècle, en Flandres, notamment à Dunkerque, on fêtait la Saint-Martin (fête) (le 11 novembre) au moyen de lampions. Un témoin né en 1910 rapporte que dans son enfance, les enfants fabriquaient des lampions, avec de l'étoupe dans des betteraves.